# Garra menoni
 Garra menoni és una espècie de peix de la família dels ciprínids i de l'ordre dels cipriniformes. Va ser descrit per K. Rema Devi, K. i T.J. Indra el 1984.

## Morfologia
Els adults poden assolir fins a 6,9 cm de longitud total.

## Distribució geogràfica
Es troba a l'Índia.